# Yadira Caraveo
Yadira D. Caraveo (nacida el 23 de diciembre de 1980) es una política y pediatra estadounidense que se desempeña como representante de los Estados Unidos para el octavo distrito del Congreso de Colorado desde 2023. Miembro del Partido Demócrata, es la primera miembro latina del Congreso de los Estados Unidos por Colorado.
Caraveo representó al distrito 31 en la Cámara de Representantes de Colorado de 2019 a 2023. El distrito cubría partes de los condados de Adams y Weld.